# La Base
La Base és un programa de televisió d'actualitat geopolítica i contrainformació. S'emet a Canal RED de dilluns a dijous, amb una durada aproximada de 50 minuts. Cada dia emmarca un tema concret a analitzar amb dades i a través de la lectura que n'han realitzat els mitjans de comunicació.
Liderat per Pablo Iglesias, que ja havia dirigit altres projectes televisius (com Fort Apache, La tuerka i Otra vuelta de tuerka), el programa va néixer el 2021 al canal de Youtube del diari Público i en altres agregadors de pòdcasts. A Público es van produir les dues primeres temporades del programa (fins al desembre de 2022). Des de 2023 s'emet a Canal Red, començant per la temporada 3. El programa analitza l'actualitat des de la visió de l'esquerra política.